# Simeão II da Bulgária
Simeão Borisov Saxe-Coburgo-Gotha (em búlgaro: Симеон Сакскобургготски; Sófia, 16 de junho de 1937) é um monarca e político búlgaro que reinou como o último Czar da Bulgária como Simeão II de 1943 a 1946. Em 1946, a monarquia foi abolida por um referendo, forçando Simeão ao exílio. Após a queda do comunismo na Bulgária, retornou ao seu país natal em 1996. Depois de vencer as eleições de 2001 como seu líder, passou a governar a Bulgária como primeiro-ministro de 2001 a 2005. Em 20 de julho de 2024, era uma das duas únicas pessoas vivas que foram chefes de Estado durante a Segunda Guerra Mundial, junto com o 14.º Dalai Lama, embora ambos ocupassem papéis principalmente simbólicos em seus cargos de governo.

## Biografia

### Nascimento e primeiros anos
Filho do czar Bóris III da Bulgária e da czarina Joana de Saboia, Simeão nasceu em Sófia. Como membro da família Saxe-Coburgo-Koháry, Simeão está ligado a uma série de casas reais europeias, algumas ainda reinantes e outras não, tais como a britânica, belga, alemã, austríaca, espanhola e portuguesa.
Houve, por ocasião do nascimento do príncipe herdeiro, uma série de comemorações, incluindo amnistia a alguns prisioneiros. Semanas mais tarde o príncipe foi baptizado em Sófia com água do rio Jordão, trazida por um piloto militar búlgaro.[carece de fontes?]

### Subida ao trono
Subiu ao trono após a morte súbita do pai, com apenas seis anos de idade e o título de Simeão II. Um conselho de regência composto por três membros foi instaurado, para governar a Bulgária até à sua maioridade. Depois do golpe comunista de 9 de setembro de 1944, Simeão II permaneceu no trono, mas os regentes, incluindo o seu tio o príncipe Cirilo, e grande parte da hierarquia mais elevada do governo e intelectuais do país, foram executados. Dois anos mais tarde, em 1946, um referendo foi votado forçando Simeão II e sua irmã, a princesa Maria Luísa, e a rainha-mãe Joana de Saboia, a deixarem a Bulgária.

## Queda da monarquia e exílio
Após o término da Segunda Guerra Mundial, a Bulgária ficou assim de uma vez por todas sob a influência da União Soviética, tornando-se uma república popular. Aliás, aquando da criação do reino da Bulgária, no tempo de Alexandre I da Bulgária e do seu sucessor — o avô de Simeão, Fernando I da Bulgária —, já eram os interesses da política externa da Rússia que determinavam em grande parte os acontecimentos na região.

### Exílio
O primeiro país para onde a família real búlgara buscou asilo foi no Egito, em Alexandria. Em 1951 o ex-czar Simeão concluiu o colegial no Victoria College, onde também foi colega de classe de Leka da Albânia, filho do exilado rei Zog I.
Em julho de 1951, o governo espanhol concedeu o asilo à família real búlgara. Em Madrid, Simeão graduou-se no Liceu Francês em Direito e Ciências Políticas. Entre 1958-1959 matriculou-se no conceituado Valley Forge Military Academy and College nos Estados Unidos, onde ficou conhecido como o "cadete Rylski" e saiu de lá como segundo-tenente.
Em 1962, Simeão casou-se com a aristocrata espanhola Margarita Gómez-Acebo y Cejuela, e tiveram quatro filhos e uma filha. Além de búlgaro, Simeão II falava inglês, francês, alemão, italiano e espanhol e um pouco de árabe e português.

## Retorno à Bulgária
Entretanto a situação alterava-se no seu país. O governo comunista terminou em 1990, quando o país teve eleições com a participação de diversos partidos. Assim, em 1996, Simeão retornou à Bulgária após quase 50 anos de exílio, grande parte dos quais preocupado com o desenvolvimento do seu país e com tudo o que dizia respeito à Bulgária.
Nessas cinco décadas, trabalhou ativamente ajudando os vários exilados búlgaros em redor do mundo, e manteve também estreito contato com homens de negócios e outros atores fundamentais no processo político búlgaro. As suas múltiplas atividades (quase sempre em prol do seu país) levaram-no a diversas partes do mundo.

## Vida política e eleição como primeiro-ministro
Em 1998, o tribunal constitucional devolveu-lhe as propriedades familiares confiscadas pelo golpe comunista. Em 6 de abril de 2001, ele expressou o desejo de voltar ao serviço governamental, e ajudar a moldar através do seu contributo o futuro do seu país, agora liberto da influência soviética e em aproximação à União Europeia.
Assim, participou num intenso movimento de moralização política e renovação da integridade nacional, baptizado com o seu nome. Como líder do Movimento Simeão II, chegou assim ao parlamento búlgaro na eleição de 17 de junho de 2001, acabando conduzido ao cargo de primeiro-ministro em 24 de julho de 2001, que ocupou até ao final do mandato, a 17 de fevereiro de 2005. Foi durante o seu governo que a Bulgária aderiu à OTAN em 2004, e preparou o terreno para a adesão à União Europeia, que se veio a efectuar a 1 de janeiro de 2007.
No poder, procurou recuperar os bens da antiga família dominante que tinham sido nacionalizados pelo governo comunista. Em 2001, o seu governo retirou várias residências da lista de bens imobiliários geridos pelo executivo búlgaro. No ano seguinte, obteve do governador da província de Sófia, por ele nomeado, a restituição de várias lojas de caça. Entre 2003 e 2005, pelo menos mais quatro propriedades e milhares de hectares de terra foram recuperados pelo Saxe-Coburgo-Gota.
Depois de deixar o cargo, foi objecto de vários processos por utilizar o seu cargo de Primeiro-Ministro para enriquecimento pessoal. Permanecendo próximo de Boiko Borisov (o seu ex-polícia que nomeou Secretário-Geral do Ministério do Interior em 2001), obteve em 2017 uma lei especial para contornar as decisões legais. Em troca desta lei, terá aproveitado as suas ligações com a monarquia da Arábia Saudita para atrair o investimento saudita no sector turístico da Bulgária.